# Пежман Монтазері
Пежман Монтазері (перс. پژمان منتظری, нар. 6 вересня 1983, Ахваз) — іранський футболіст, захисник, півзахисник «Естеглала» та національної збірної Ірану.

## Клубна кар'єра
У дорослому футболі дебютував 2004 року виступами за команду клубу «Фулад», у якій провів три сезони, взявши участь у 81 матчі чемпіонату. Пежман був в числі провідних гравців клубу, що став чемпіоном Ірану у сезоні 2004/05. Монтазері також грав за «Фулад» в груповому турнірі Ліги чемпіонів АФК 2006 року.
Після вильоту «Фулада» Монтазері перебрався в «Естеглаль» влітку 2007 року. Він регулярно виходив у стартовому складі клубу в перші два сезони свого перебування там, перемагаючи в чемпіонаті і кубку Ірану. Педжман продовжив свій контракт з «Естеглалем» до 2013 року, вигравши з ним чемпіонський титул у сезоні 2012/13. Він зумів також досягти разом з клубом 1/2 фіналу Ліги чемпіонів АФК 2013 року. Всього відіграв за тегеранську команду сім сезонів своєї ігрової кар'єри.
5 січня 2014 року Монтазері перейшов в катарський клуб «Умм-Салаль», де провів півтора року, після чого ще два сезони грав за інший катарський клуб «Аль-Аглі» (Доха).
14 червня 2017 року Монтазері повернувся до «Естеглаля» після взаємного рішення не продовжувати свій контракт з «Аль-Аглі». Він знову взяв номер 33, той самий, який він носив під час свого першого періоду виступів за клуб. Станом на 30 червня 2018 року відіграв за тегеранську команду 15 матчів в національному чемпіонаті.

## Виступи за збірну
Педжман Монтазері був членом збірної Ірану до 23 років, яка брала участь на літніх Азійських іграх 2006 року.
Перший матч у складі національної збірної Ірану Монтазері зіграв в 2008 році, вийшовши на заміну у товариській зустрічі з Китаєм. Однак потім трапилася велика перерва: наступного разу він з'явився в складі «перських левів» лише три роки по тому, знову в товариській грі проти Палестини. Цього разу йому вдалося забити гол і закріпитися в команді.
1 червня 2014 року він був названий в складі збірної на чемпіонаті світу 2014 року під керівництвом головного тренера Карлуша Кейроша. і зіграв там у всіх трьох матчах іранської збірної. Через чотири роки поїхав і на наступний чемпіонат світу 2018 року у Росії, втім там на поле не виходив.
Наразі провів у формі головної команди країни 46 матчів, забивши 2 голи.

## Досягнення
- Чемпіон Ірану: 2004-05, 2008-09, 2012-13
- Володар Кубка Ірану: 2007-08, 2011-12, 2017-18
- Бронзовий призер Азійських ігор: 2006